# Società Sportiva Rende 1983-1984
Questa voce raccoglie le informazioni riguardanti la Società Sportiva Rende nelle competizioni ufficiali della stagione 1983-1984.

## Rosa
| N. |                   | Ruolo | Calciatore         |
| -- | ----------------- | ----- | ------------------ |
| -  | Italia (bandiera) | C     | Renato Acanfora    |
| -  | Italia (bandiera) | D     | Salvatore Aiello   |
| -  | Italia (bandiera) | C     | Alfredo Canino     |
| -  | Italia (bandiera) |       | Cannataro          |
| -  | Italia (bandiera) | D     | Alessandro Caponi  |
| -  | Italia (bandiera) | D     | Cosimo Corallo     |
| -  | Italia (bandiera) | A     | Gaetano Di Maria   |
| -  | Italia (bandiera) | C     | Pasquale Fiore     |
| -  | Italia (bandiera) | C     | Francesco Gioberti |
| -  | Italia (bandiera) | D     | Maurizio Guzzo     |
| -  | Italia (bandiera) | C     | Carmelo La Torre   |

| N. |                   | Ruolo | Calciatore         |
| -- | ----------------- | ----- | ------------------ |
| -  | Italia (bandiera) | P     | Antonio Leone      |
| -  | Italia (bandiera) | C     | Massimo Massarini  |
| -  | Italia (bandiera) | C     | Gregorio Mauro (I) |
| -  | Italia (bandiera) | D     | Rosario Picone     |
| -  | Italia (bandiera) | D     | Luigi Punziano     |
| -  | Italia (bandiera) | C     | Tarcisio Sarpa     |
| -  | Italia (bandiera) | A     | Antonino Spica     |
| -  | Italia (bandiera) | C     | Paolo Stringara    |
| -  | Italia (bandiera) | D     | Mario Tormento     |
| -  | Italia (bandiera) | P     | Divo Vannucci      |
| -  | Italia (bandiera) | A     | Marcello Rizzuti   |

## Risultati

### Serie C1

#### Girone di andata
| 18 settembre 1983 1ª giornata | Rende | 0 – 0 | Campania |  |

| 25 settembre 1983 2ª giornata | Francavilla | 3 – 1 | Rende |  |

| 2 ottobre 1983 3ª giornata | Rende | 1 – 2 | Bari |  |

| 9 ottobre 1983 4ª giornata | Taranto | 1 – 0 | Rende |  |

| 16 ottobre 1983 5ª giornata | Rende | 1 – 1 | Siena |  |

| 23 ottobre 1983 6ª giornata | Rende | 0 – 0 | Ternana |  |

| 30 ottobre 1983 7ª giornata | Virtus Casarano | 6 – 0 | Rende |  |

| 6 novembre 1983 8ª giornata | Rende | 0 – 1 | Casertana |  |

| 13 novembre 1983 9ª giornata | Cosenza | 1 – 1 | Rende |  |

| 20 novembre 1983 10ª giornata | Rende | 1 – 0 | Barletta |  |

| 27 novembre 1983 11ª giornata | Messina | 1 – 1 | Rende |  |

| 4 dicembre 1983 12ª giornata | Rende | 0 – 0 | Salernitana |  |

| 11 dicembre 1983 13ª giornata | Foggia | 4 – 0 | Rende |  |

| 18 dicembre 1983 14ª giornata | Rende | 0 – 0 | Akragas |  |

| 8 gennaio 1983 15ª giornata | Benevento | 2 – 0 | Rende |  |

| 15 gennaio 1983 16ª giornata | Rende | 1 – 0 | Civitanovese |  |

| 22 gennaio 1983 17ª giornata | Foligno | 0 – 1 | Rende |  |

#### Girone di ritorno
| 29 gennaio 1984 18ª giornata | Campania | 2 – 0 | Rende |  |

| 5 febbraio 1984 19ª giornata | Rende | 1 – 1 | Francavilla |  |

| 12 febbraio 1984 20ª giornata | Bari | 1 – 0 | Rende |  |

| 19 febbraio 1984 21ª giornata | Rende | 1 – 1 | Taranto |  |

| 26 febbraio 1984 22ª giornata | Siena | 0 – 1 | Rende |  |

| 4 marzo 1984 23ª giornata | Ternana | 1 – 0 | Rende |  |

| 11 marzo 1984 24ª giornata | Rende | 2 – 2 | Casarano |  |

| 18 marzo 1984 25ª giornata | Casertana | 0 – 0 | Rende |  |

| 1º aprile 1984 26ª giornata | Rende | 0 – 1 | Cosenza |  |

| 8 aprile 1984 27ª giornata | Barletta | 4 – 0 | Rende |  |

| 15 aprile 1984 28ª giornata | Rende | 1 – 1 | Messina |  |

| 29 aprile 1984 29ª giornata | Salernitana | 1 – 0 | Rende |  |

| 6 maggio 1984 30ª giornata | Rende | 1 – 2 | Foggia |  |

| 13 maggio 1984 31ª giornata | Akragas | 1 – 0 | Rende |  |

| 20 maggio 1984 32ª giornata | Rende | 0 – 0 | Benevento |  |

| 27 maggio 1984 33ª giornata | Civitanovese | 1 – 0 | Rende |  |

| 3 giugno 1984 34ª giornata | Rende | 1 – 6 | Foligno |  |